# Villnöß
Villnöß (em italiano Funes) é uma comuna italiana da região do Trentino-Alto Ádige, província de Bolzano, com cerca de 2379 habitantes. Estende-se por uma área de 80 km², tendo uma densidade populacional de 30 hab/km². Faz fronteira com Brixen, Chiusa, Laion, Ortisei, San Martino in Badia, Santa Cristina Valgardena, Velturno.

## Demografia
| Variação demográfica do município entre 1861 e 2011                               |
|                                                                                   |
| Fonte: Istituto Nazionale di Statistica (ISTAT) - Elaboração gráfica da Wikipedia |